# Sergueï Ipatov
Pour les articles homonymes, voir Ipatov.
Sergueï Ivanovitch Ipatov (en russe : Сергий Иванович Ипатов), né à Moscou en Russie le 10 novembre 1952, est un astronome russe.

## Biographie
Le Centre des planètes mineures le crédite de la découverte de sept astéroïdes, toutes effectuées en 1999 avec la collaboration d'Eric Walter Elst ou de Thierry Pauwels.
L'astéroïde (14360) Ipatov lui est dédié.
| (41107) Ropakov         | 1er novembre 1999 |
| (43025) Valusha         | 1er novembre 1999 |
| (49700) Mather          | 1er novembre 1999 |
| (337166) Ivanartioukhov | 1er novembre 1999 |